# 旭川厚生病院
旭川厚生病院（あさひかわこうせいびょういん）は、北海道旭川市にある病院。

## 沿革
- 1941年（昭和16年）: 向井病院を買収し、「上川医聯保健病院」として開設[2]。
- 1942年（昭和17年）: 上川医聯が北聯（ホクレン農業協同組合連合会）に合併され、「北聯保健病院」と改称[2]。
- 1943年（昭和18年）: 北海道農業会発足に伴い、「北農旭川保健病院」と改称[2]。
- 1944年（昭和19年）: 「北農旭川厚生病院」と改称[2]。保健婦養成所設置（1947年迄）[2]。
- 1945年（昭和20年）: 看護婦養成所設置（准看護婦養成所を経て1960年廃止）[2]。
- 1948年（昭和23年）: 北海道厚生農業協同組合連合会発足に伴い、「厚生連旭川厚生病院」と改称[2]。
- 1950年（昭和25年）: 第1次増築工事竣工[2]。
- 1951年（昭和26年）: 公的医療機関指定[2]。
- 1956年（昭和31年）: 第2次増築工事竣工[2]。
- 1958年（昭和33年）: 第3次増築工事竣工[2]。
- 1959年（昭和34年）: 総合病院認可[2]。
- 1961年（昭和36年）: 旭川厚生病院五条分院開設（1969年廃止）[2]。
- 1966年（昭和41年）: 第4次増改築工事竣工[2]。旭川市で『第15回日本農村医学会』開催[3]。
- 1969年（昭和44年）: 第5次増改築工事竣工[2]。
- 1980年（昭和55年）: 旭川市で『第29回日本農村医学会』開催[3]。
- 1981年（昭和56年）: 健診センター開設[2]。
- 1988年（昭和63年）: 現在地へ移転新築[2]。
- 1991年（平成03年）: 旭川厚生看護専門学校開校[2]。旭川市で『第40回日本農村医学会』開催[3]。
- 1995年（平成07年）: 訪問看護ステーション開設[2]。
- 1996年（平成08年）: 旭川市で『第7回アジア農村医学会』開催[4]。
- 2004年（平成16年）: 旭川厚生看護専門学校が移転し、旧学校建物が「厚生連旭川別館」になる（同施設内に訪問看護ステーション移設）[2]。
- 2005年（平成17年）: 増改築工事竣工[2]。
- 2012年（平成24年）: 院内保育所開所[2]。緩和ケア病棟開設[2]。
- 2020年（令和2年）: 同年11月20日に同院の職員が新型コロナウイルス感染症を発症していることが判明。翌21日にクラスターに認定された[5][6]。

## 機関指定
| 救急告示病院（救急指定病院）      | 臨床研修指定病院     |
| 総合周産期母子医療センター        | 小児救急医療拠点病院 |
| 地域がん診療連携拠点病院          | エイズ治療拠点病院   |
| DPC（診断群分類包括評価）対象病院 |                      |

## 診療科等
診療科
- 内科
  - 代謝内分泌
  - 血液腫瘍
- 呼吸器科
- 消化器科
- 循環器科
- 小児科
- 外科
- 呼吸器外科
- 整形外科
- 産婦人科
- 皮膚科
- 形成外科
- 泌尿器科
- 耳鼻咽喉科
- 眼科
- 麻酔科
- 放射線科
- 緩和ケア科
- 乳腺外科
- 神経内科
- 精神科
- 健康管理科
- 地域医療科
- 臨床検査科
- 病理診断科

センター
- IVRセンター
- 健診センター
- がん相談支援センター
- 入退院支援センター

部門
- 看護部
- 薬剤部
- 医療技術部

## 施設認定
| 日本内科学会認定医制度教育関連病院                             | 日本糖尿病学会認定教育施設                                |
| 日本消化器内視鏡学会認定専門医制度指導施設                     | 日本消化器病学会認定専門医制度指導施設                    |
| 日本循環器学会認定循環器専門医研修施設                         | 日本心血管インターベンション学会研修関連施設              |
| 日本小児科学会小児科専門医制度研修施設                         | 日本周産期・新生児医学会周産期新生児専門医制度研修施設    |
| 日本外科学会外科専門医制度修練施設                             | 日本消化器外科学会専門医制度専門医修練施設                |
| 日本大腸肛門病学会専門医修練施設                               | 日本胸部外科学会認定医認定制度関連施設                    |
| 日本呼吸器学会認定医制度認定施設                               | 日本整形外科学会専門制度研修施設                          |
| 日本産科婦人科学会専門医制度卒後研修指導施設                   | 母体保護法医師指定研修施設                                |
| 日本皮膚科学会認定専門医研修施設                               | 日本形成外科学会認定医研修施設                            |
| 日本泌尿器科学会泌尿器科専門医教育施設                         | 日本眼科学会専門医制度研修施設                            |
| 日本耳鼻咽喉科学会専門医研修施設                               | 日本麻酔科学会認定病院                                    |
| 日本医学放射線学会放射線科専門医修練機関                       | 日本病理学会認定病理医制度認定病院B                       |
| 日本透析医学会認定医制度認定施設                               | 日本放射線腫瘍学会認定放射線治療施設                      |
| マンモグラフィ検診精度管理中央委員会認定マンモグラフィ検診施設 | 日本消化器がん検診学会認定指導施設                        |
| 日本超音波医学会認定超音波専門医研修施設                       | 日本インターベンショナルラジオロジー学会指導医修練施設    |
| 日本核医学会専門医教育病院                                     | 日本がん治療認定医機構認定研修施設                        |
| 日本周産期・新生児医学会母体・胎児専門医制度暫定研修施設       | 日本静脈経腸栄養学会認定NST（栄養サポートチーム）稼働施設 |
| 日本乳癌学会認定医専門医制度関連施設                           | 日本感染症学会専門医制度認定研修施設                      |
| 日本小児循環器学会専門医修練施設群                             | 日本高血圧学会専門医認定施設                              |
| 日本婦人科腫瘍学会専門医制度指定修練施設                       | 日本臨床腫瘍学会認定研修施設                              |
| 日本臨床細胞学会認定病院                                       | 日本臨床細胞学会教育研修認定施設                          |
| 日本臨床検査医学会認定研修施設                                 | 日本血液学会認定血液研修施設                              |
| 日本緩和医療学会認定研修施設                                   | 日本呼吸器外科学会専門医制度修練施設                      |
| 人間ドック健診施設機能評価認定施設                             |                                                           |

## アクセス・駐車場
北海道道294号東川東神楽旭川線（一条通）沿い、旭川東警察署（北海道警察旭川方面本部）隣に位置している。
- 旭川電気軌道「1条25丁目」「旭川厚生病院前」バス停下車
- 駐車場
  - 第1駐車場：136台
  - 第2駐車場：150台
  - 第3駐車場：100台

## 新型コロナウイルス感染症
- 2020年
  - 11月20日 : 同院の職員が新型コロナウイルス感染症を発症していることが判明[5]。
  - 11月21日 : 旭川市がクラスターに認定[6][7]。
  - 11月22日 : 旭川市が入院患者や職員28人が感染し、クラスターに認定したと発表[8]。
  - 12月2日 : 旭川市が新たに15人の感染を発表し、累計の感染者数が171人と、北海道内最大のクラスターとなった[9]。
  - 12月5日 : 旭川市が新たに7人の感染を発表し、累計の感染者数が221人と、同じく集団感染が発生した永寿総合病院の214人を超え、病院のクラスターとしては国内最多の感染者数となった[10]。
  - 12月19日 : 旭川市が新たに1人の感染を発表し、累計の感染者が300人と、院内感染による感染者が300人台となった[11]。
- 2021年
  - 1月13日 : 約7週間ぶりに一部の外来診療を再開[12]。この時点までに311人の感染が確認された[12]。